# Liljeborgia heeia
Liljeborgia heeia is een vlokreeftensoort uit de familie van de Liljeborgiidae. De wetenschappelijke naam van de soort werd voor het eerst geldig gepubliceerd in 1970 door Jerry Laurens Barnard.